# Portrait de la famille Lomellini
Pour les articles homonymes, voir Lomellini.
Portrait de la famille Lomellini est un tableau du peintre flamand baroque Antoine van Dyck réalisé entre 1626 et 1627. 
De 1621 à 1627, van Dyck a passé six ans en Italie, notamment dans la ville de Gênes où il a peint de somptueux portraits de la noblesse locale. Le tableau qu'il a réalisé de la famille Lomellini était un de ses plus ambitieux à l'époque. Giacomo Lomellini, qui était doge de Gênes de 1625 à 1627, n'apparaît pas sur le tableau car, à l'époque, il était interdit de faire des portraits du doge en fonction pour empêcher toute promotion personnelle. Ce sont donc les deux fils aînés de Giacomo Lomellini, Nicholas et Giovan Francesco qui sont représentés debout à côté de sa seconde épouse Barbara Spinola et leurs deux enfants, Victoria et Agostino. 
La toile intégra la Royal Collection en 1830 avant d'être transférée à la National Gallery of Scotland d'Édimbourg en Écosse en 1859, où elle encore exposée de nos jours.